# Bahnstrecke Neusäß–Welden
| |                                      |                                  |                                  |
| Streckennummer (DB): | 5301                                 |                                  |                                  |
| Kursbuchstrecke (DB): | zuletzt 913, ehemals 411a            |                                  |                                  |
| Kursbuchstrecke: | 411a (1946)                          |                                  |                                  |
| Streckenlänge: | bis 1933: 19,2 km ab 1933: 20,571 km |                                  |                                  |
| Spurweite: | 1435 mm (Normalspur)                 |                                  |                                  |
| |                                      |                                  |                                  |
| \| \| \| von Augsburg \| \| \| \| 4,438 \| Augsburg Hirblinger Straße (Bft) \| Augsburg Hirblinger Straße (Bft) \| \| \| 4,664 \| Streckenbeginn ab 1933 \| Streckenbeginn ab 1933 \| \| \| \| von Augsburg \| \| \| \| 4,700 \| Neusäß (bis 1933) \| Neusäß (bis 1933) \| \| \| 6,310 \| Neusäß (seit 1933) \| Neusäß (seit 1933) \| \| \| \| nach Ulm \| \| \| \| \| nach Ulm \| \| \| \| 5,700 7,000 \| Ende der Neutrassierung von 1933 \| Ende der Neutrassierung von 1933 \| \| \| 7,810 \| Lohwald \| Lohwald \| \| \| 8,930 \| Hammel (b Augsburg) \| Hammel (b Augsburg) \| \| \| 11,390 \| Aystetten \| Aystetten \| \| \| 16,500 \| Horgau \| Horgau \| \| \| 19,430 \| Adelsried \| Adelsried \| \| \| 21,050 \| Bonstetten \| Bonstetten \| \| \| 23,490 \| Streitheim \| Streitheim \| \| \| 25,235 \| Welden \| Welden \| \| \| \| \| \| \| Quellen: [1] \| \| \| \| |                                      |                                  |                                  |
| Verschwenkung nach links · Verschwenkung nach rechts |                                      | von Augsburg                     | von Augsburg                     |
| Dienststation / Betriebs- oder Güterbahnhof | 4,438                                | Augsburg Hirblinger Straße (Bft) | Augsburg Hirblinger Straße (Bft) |
| Verschwenkung von links (Strecke außer Betrieb) · Verschwenkung von rechts | 4,664                                | Streckenbeginn ab 1933           | Streckenbeginn ab 1933           |
| Strecke (außer Betrieb) · Strecke · Strecke von links |                                      | von Augsburg                     | von Augsburg                     |
| Strecke (außer Betrieb) · Strecke · ehemaliger Bahnhof | 4,700                                | Neusäß (bis 1933)                | Neusäß (bis 1933)                |
| Haltepunkt / Haltestelle (Strecke außer Betrieb) · Haltepunkt / Haltestelle · Strecke | 6,310                                | Neusäß (seit 1933)               | Neusäß (seit 1933)               |
| Strecke (außer Betrieb) · Strecke · Abzweig ehemals geradeaus und nach links |                                      | nach Ulm                         | nach Ulm                         |
| Strecke (außer Betrieb) · Strecke nach links · Kreuzung geradeaus unten (Strecke geradeaus außer Betrieb) |                                      | nach Ulm                         | nach Ulm                         |
| Strecke nach links (außer Betrieb) · Abzweig von links und von rechts (Strecke außer Betrieb) · Strecke nach rechts (außer Betrieb) | 5,700 7,000                          | Ende der Neutrassierung von 1933 | Ende der Neutrassierung von 1933 |
| Bahnhof (Strecke außer Betrieb) | 7,810                                | Lohwald                          | Lohwald                          |
| Bahnhof (Strecke außer Betrieb) | 8,930                                | Hammel (b Augsburg)              | Hammel (b Augsburg)              |
| Bahnhof (Strecke außer Betrieb) | 11,390                               | Aystetten                        | Aystetten                        |
| Bahnhof (Strecke außer Betrieb) | 16,500                               | Horgau                           | Horgau                           |
| Bahnhof (Strecke außer Betrieb) | 19,430                               | Adelsried                        | Adelsried                        |
| Haltepunkt / Haltestelle (Strecke außer Betrieb) | 21,050                               | Bonstetten                       | Bonstetten                       |
| Haltepunkt / Haltestelle (Strecke außer Betrieb) | 23,490                               | Streitheim                       | Streitheim                       |
| Kopfbahnhof Streckenende (Strecke außer Betrieb) | 25,235                               | Welden                           | Welden                           |
| |                                      |                                  |                                  |
| Quellen: |                                      |                                  |                                  |

Die Bahnstrecke Neusäß–Welden, auch Weldenbahn genannt, war eine Nebenbahn in Bayern. Sie führte von Neusäß bei Augsburg nach Welden. Die Personenzüge begannen und endeten in Augsburg Hbf – ebenso wie die Streckenkilometrierung. Zunächst zweigte die Strecke im alten Neusäßer Bahnhof von der Hauptstrecke Augsburg–Ulm ab. Bis 1933 wurde die Hauptbahn zwischen Augsburg-Oberhausen und Neusäß neu trassiert. Dadurch erfolgte die betriebliche Trennung nicht mehr in Neusäß, sondern schon vorher.

## Geschichte
Die Königlich Bayerischen Staats-Eisenbahnen eröffneten die ab Neusäß ursprünglich 19,2 Kilometer lange Strecke am 5. Dezember 1903. Alle Züge begannen und endeten in Augsburg Hauptbahnhof, wo die Kilometrierung ihren Nullpunkt hatte. Das Verkehrsaufkommen der Strecke erfüllte die Erwartungen des Betreibers, der die Strecke 1909 als zweitrentabelste Lokalbahn in Schwaben einstufte. Ab Aystetten nahm die Strecke dabei nicht den direkten Weg nach Adelsried, sondern wurde zunächst weit nach Westen gebaut. Dieser Umweg war der Gemeinde Horgau geschuldet, weil auch dort der Wunsch nach einem Bahnanschluss bestand.
Zwischen 1929 und 1933 wurde die Hauptstrecke Augsburg–Ulm im Zuge der Modernisierung der Bahnanlagen mit Elektrifizierung und Geschwindigkeitserhöhung nordwestlich von Augsburg-Oberhausen neu trassiert. Die Trennung von der Bahnstrecke Augsburg–Donauwörth–Nördlingen wurde am Nordende des Bahnhofs Oberhausen großzügig neu angelegt. Von dort bis zur bisherigen Streckenführung auf Höhe des nordwestlichen Ortsendes von Neusäß wurden die Streckengleise auf neuer Trasse mit größeren Kurvenradien errichtet. Dabei wurde auch der Abzweig der Weldenbahn auf die neue nördlichere Trasse verschoben. Ab der betrieblichen Trennung beim Kilometer 4,633 beim für die neue Siedlung Bärenkeller errichteten Haltepunkt Augsburg Hirblinger Straße bildeten die beiden Strecken im weiteren Verlauf etwa zwei Kilometer weit eine bauliche Einheit mit drei parallel verlaufenden Gleisen. Die Züge nach Welden fuhren dabei zwischen den beiden Gleisen der Hauptstrecke bis zum neuen weichenlosen Haltepunkt Neusäß, bevor einige hundert Meter weiter höhenfrei in die bisherige Trasse eingefädelt wurde. Diese neue Streckenführung ging am 31. Mai 1933 in Betrieb. Die Strecke Augsburg–Welden verlängerte sich damit um etwa 1,3 km. Auf dem neu trassierten Streckenabschnitt wurde 1940, also sieben Jahre nach Inbetriebnahme, der Personenzughalt Augsburg Hirblingerstraße eröffnet.
Durch die Bahnstrecke an Augsburg angebunden, wurde im März 1945 in Horgau ein Außenlager des KZ Dachau, das KZ-Außenlager Horgau, als Waldfabrik der Augsburger Messerschmitt-Werke in Betrieb genommen. Anfang April 1945 wurde es wieder aufgelöst.
Seit 1949 bestand parallel zur Bahnstrecke eine Bahnbus-Verbindung von Augsburg nach Welden. Diese und der wachsende motorisierte Individualverkehr hatte einen Rückgang der Verkehrsleistung auf der Schiene zur Folge. Ab 1. Juni 1975 war am Samstagnachmittag sowie an Sonn- und Feiertagen Betriebsruhe. Am 21. Januar 1986 wurde der Personenverkehr schließlich aufgrund eines am 17. Juli 1985 im Verwaltungsrat der Deutschen Bundesbahn gefällten Beschlusses eingestellt.
Auch der stets geringe Güterverkehr nach Welden folgte bald darauf. Dieser wurde am 31. Mai 1986 offiziell eingestellt und am neuen Streckenende in Lohwald ein Prellbock montiert. Da der BASF dies entging, schickte sie noch im Oktober 1986 einen mit Dünger beladenen Güterzug. Daraufhin bauten die örtlichen Verantwortlichen – ohne Wissen der Bundesbahndirektion München – den Prellbock kurzfristig wieder ab, um ein Umladen der Fracht auf Lastkraftwagen zu vermeiden. Darüber hinaus beschaffte ein Eisenbahnverein damals eigens einen kurzen Güterzug und stationierte diesen in Welden. Der Verein hoffte dadurch die endgültige Stilllegung abwenden und einen Museumsbetrieb eröffnen zu können. Dazu kam es jedoch nicht, da die Deutsche Bundesbahn eine Konkurrenz zu ihrem Bahnbusverkehr fürchtete.
Der Rückbau der Schienen im Abschnitt Lohwald–Welden erfolgte schließlich zwischen Frühjahr und Sommer 1987. Die Farbenfabrik Keim in Lohwald wurde noch bis zum 31. Juli 1989 per Bahn beliefert; nach der Verlagerung des Unternehmens nach Diedorf konnte auch der Restabschnitt noch im gleichen Jahr stillgelegt und abgebaut werden. Lediglich zwischen Augsburg Hirblingerstraße und Neusäß blieb das Gleis bis heute erhalten, wird aber nicht mehr genutzt. Die Weichen wurden mit der Reststillegung 1989 ausgebaut. Aufgrund des erforderlichen Baus einer Umgehungsstraßenbrücke, mussten im heutigen Brückenbereich die Gleise ausgebaut werden. Die ausgebauten Gleisstücke sind aber heute noch vor Ort vorhanden. Auch im Bereich der Ausfahrt zur Strecke nach Ulm ist das Gleis noch vorhanden, wird aber ebenfalls nicht mehr genutzt. Ferner liegen auch beim Bahnhof Adelsried noch einige ausgebaute, aber nie abtransportierte Gleisreste.

## Heutige Situation
Die Weldenbahn blieb als asphaltierter Bahntrassenradweg weitgehend erhalten. Dieser wird als Landrat-Dr.-Frey-Radweg bezeichnet und auch von Inline-Skatern genutzt. Die Bahnhofsbereiche von Neusäß-Lohwald, Aystetten und Welden wurden hingegen überbaut. Im ÖPNV verkehren die Linien 500 (Augsburg – Aystetten) und 501 (Augsburg – Welden). Die Betriebsführung oblag bis April 2017 der Regionalbus Augsburg GmbH (RBA), seither der Firma Demmelmair.

## Medien
- Michael Baumgärtner, Jürgen Fiedler: Die Weldenbahn – Geschichte einer bayerischen Lokalbahn. Holzwinkler Modell-Bahn-Club e. V., Welden 1993.
- Franz Schaffer, Jürgen Schiffler, Gerd Peykel: Streckenstillegung in Verdichtungsräumen, Argumente für eine Reaktivierung der Bahnlinie Augsburg–Welden; in: Augsburger Sozialgeographische Hefte Nr. 3; Paul Kieser Verlag Neusäß/Augsburg 1979
- Video-DVD: Die Weldenbahn – Geschichte einer bayerischen Lokalbahn, Autorenverband Helmut Fuchs, Elmar Kretz, Klaus Böhme und Rolf Mühler und Foto Optik Mayer, 2011